# Parafia św. Rocha w Tułowicach
Parafia św. Rocha – rzymskokatolicka parafia położona przy ulicy Szkolnej 5 w Tułowicach. Parafia należy do dekanatu Niemodlin w diecezji opolskiej.

## Historia
Parafia po raz pierwszy została w źródłach pisanych wymieniona, w rejestrze świętopietrza z 1447  roku, wówczas jako parafia św. Katarzyny w Tułowicach. W okresie reformacji parafia zanikła, a Tułowice jako mater adiuncta należały do parafii pod wezwaniem św. Jadwigi Śląskiej w Prądach. Od XVII wieku ponownie zaczyna funkcjonować parafia rzymskokatolicka z własnym proboszczem.
Proboszczem parafii jest ksiądz Norbert Niestrój.

## Zasięg parafii
Na terenie parafii zamieszkuje 5018 osób, zasięgiem duszpasterskim obejmuje ona miejscowości:
- Tułowice,
- Tułowice Małe,
- Goszczowice,
- Ligotę Tułowicką,
- Skarbiszowice,
- Szydłów,

### Inne kościoły, kaplice i klasztory
- Kościół Zmartwychwstania Pańskiego w Tułowicach – kościół filialny,
- Kościół św. Józefa Oblubieńca Najświętszej Maryi Panny w Szydłowie – kościół filialny,
- Kościół Matki Bożej Różańcowej w Goszczowicach – kościół filialny.

### Szkoły i przedszkola
- Technikum Leśne w Tułowicach,
- Publiczne Gimnazjum w Tułowicach,
- Publiczna Szkoła Podstawowa w Tułowicach,
- Publiczne Przedszkole w Tułowicach[2].

## Proboszczowie
- ks. Scholz Johan ([1714] - 1722)
- ks. Morava Georgius (1723 - 1727)
- ks. Lenarth Jacobus (1727 - 1737)
- ks. Stohseck Andreas (1738 - 1749)
- ks. Hentschel Carolus (1750 - 1765)
- ks. Ziemek Baltazar (IX.1769 - X.1772)
- ks. Loci (III.1774 - 1781)
- ks. Mokrosch Christophoro (1781 - II.1797)
- ks. Griibler (II - VII.1797)
- ks. Unzner (VIII.1797 - I.1800)
- ks. Katz (I - IV.1800)
- ks. Chrząszcz Josephus (V.1800 - I.1815)
- ks. Seichter Johan (II.1815 - IX.1825)
- ks. Dworaczyk Thomas (X.1825 - III.1842)
- ks. Gleich Hermann (1842 - VI.1851)
- ks. Ronge Antonius (1851 - V.1887)
- ks. Dannhauer (V.1887 - VII.1897)
- ks. Juppe (VII.1897 - 1921)
- ks. Elsner (VIII.1921 - IV.1932)
- ks. Foerster Josef (V.1932 - 5.IV.1945)
- ks. Heinze Alfred (IV - IX.1945) (do VI.1946 dla parafian narodowości niemieckiej)
- ks. Franciszek Wyszatycki (1945-1946)
- ks. Piotr Łowejko (1947)
- ks. Jakub Zakrzewski (1947-1976)
- ks. Edmund Podzielny (1976-1985)
- ks. Norbert Niestrój (1985 - nadal)[2].

## Grupy parafialne
- Duszpasterska Rada Parafialna,
- Ministranci,
- Marianki,
- Katolicka Odnowa w Duchu Św.,
- Klub Inteligencji Katolickiej,
- Schola,
- Rodziny Szensztackie[1].